# Otto Dix
Wilhelm Heinrich Otto Dix (Gera, 2 dicembre 1891 – Singen, 25 luglio 1969) è stato un pittore tedesco, esponente di spicco della Nuova oggettività ("Neue Sachlichkeit").
Dipinse le sue opere più note durante gli anni della fragile Repubblica di Weimar, incentrate su temi forti e rappresentati con crudezza: la guerra e la morte al fronte, i reduci storpi nelle città del dopoguerra, le deformità, il rapporto tra eros e morte, oltre a numerosi ritratti e gli autoritratti che realizzerà con costanza per tutta la vita.

## Biografia

### Gli esordi del pittore
Di origini proletarie, il padre era operaio in fonderia. Nel 1909 entrò alla Scuola d'arti decorative di Dresda e più tardi all'Accademia di belle arti. La frequentazione di gallerie e mostre di pittura (sempre a Dresda) nel 1912 visitò una mostra di Vincent van Gogh, restandone fortemente colpito fu determinante per il suo perfezionamento anche come autodidatta.

### Gli anni della prima guerra mondiale

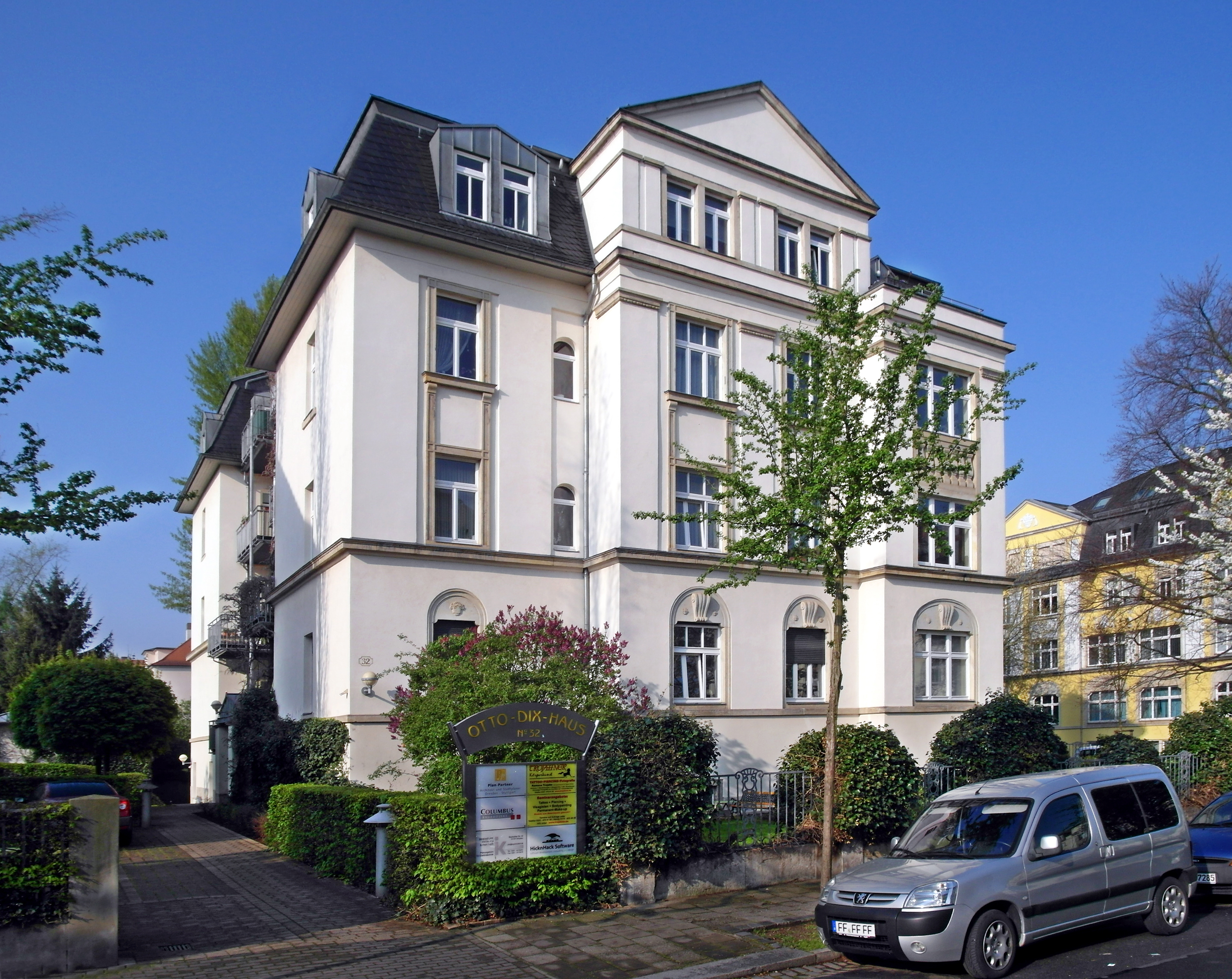
La casa di Otto Dix a Dresda

Allo scoppio della prima guerra mondiale, all'età di 22 anni, Dix si arruolò entusiasticamente volontario nell'esercito tedesco. In qualità di sottufficiale combatté sia sul fronte occidentale, contro l'esercito inglese e francese, che sul Fronte Orientale, contro l'esercito russo; nel corso della guerra fu ferito e decorato più volte.
L'esperienza della guerra scioccò profondamente Dix, trasformandolo in un convinto pacifista: una parte importante dell'opera di Dix rifletterà proprio quel tragico periodo. Solo dopo alcuni anni arriverà a realizzare su quel tema la sua opera più intensa e significativa. Si tratta del polittico su legno intitolato La guerra, realizzato a Dresda nel 1932, dopo un lungo periodo di incubazione, appena un anno prima che Hitler ottenesse la carica di cancelliere.
Nel pannello centrale, tra corpi maciullati ed in decomposizione, emerge un'unica figura viva, uno spettrale soldato con maschera antigas; sovrasta il tutto uno scheletro impigliato fra travi d'acciaio, che sembra puntare l'indice della mano destra verso qualcuno o qualcosa. Successivo cronologicamente è Le Fiandre, dipinto nel 1936, ultima opera sulla grande guerra, una drammatica esemplificazione della vita dei soldati in trincea.

### L'esperienza espressionista e dadaista

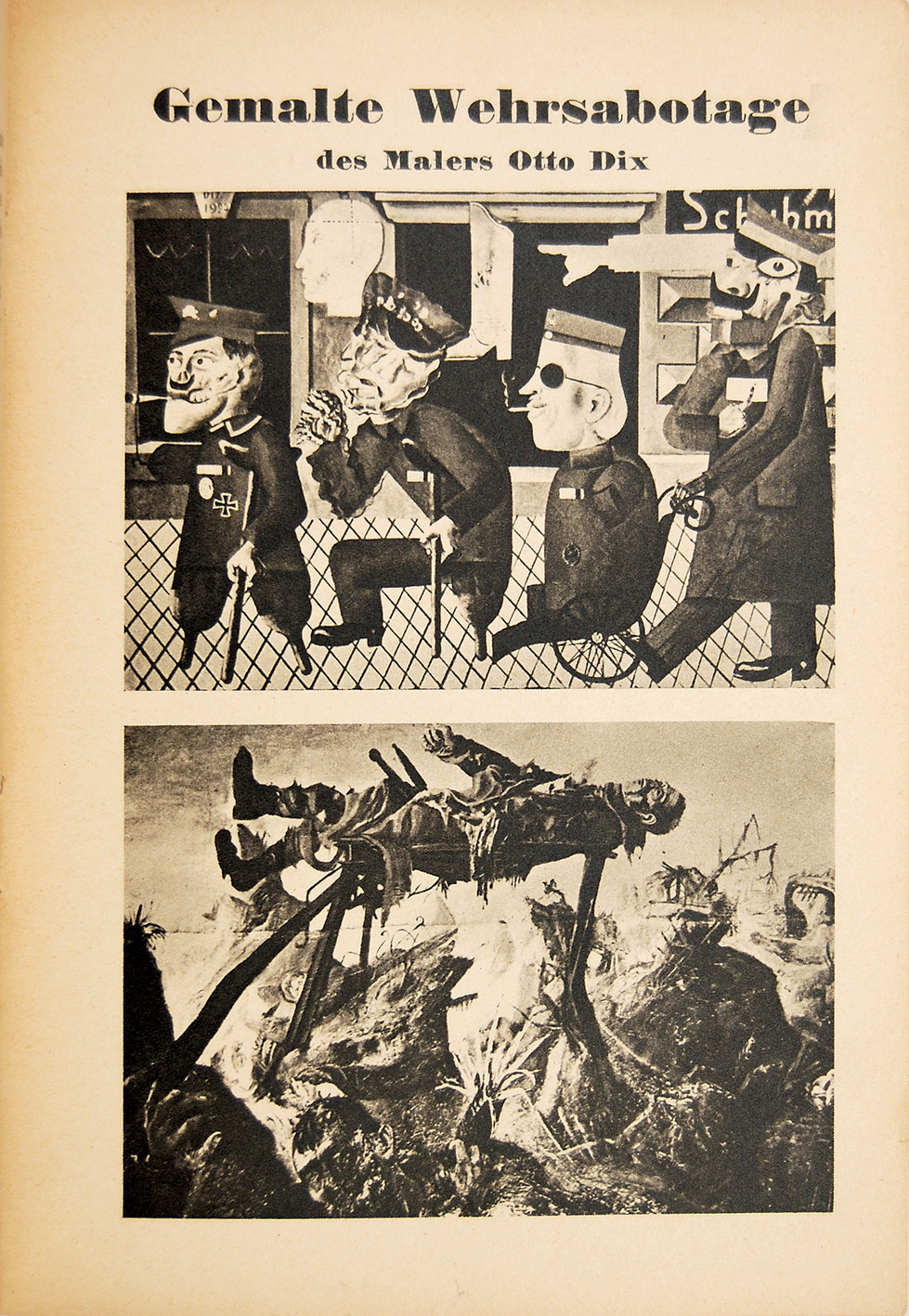
Immagine tratta dal catalogo della Mostra d'arte degenerata organizzata dai nazisti nel 1937 per denigrare l'arte contraria ai criteri del regime. Nell'immagine è visibile, in alto, la foto di un'opera di Otto Dix esposta durante la rassegna.

Al termine della prima guerra mondiale, Dix tornò a Dresda. A gennaio del 1919 aderì al Gruppo 1919 della Secessione di Dresda (Dresdner Sezession), di cui facevano parte artisti dell'espressionismo quali Conrad Felixmüller, Oskar Kokoschka, Lasar Segall, Will Heckrott, Otto Griebel, Gert Heinrich Wollheim e Bernhard Kretzschmar. Ben presto, con George Grosz, Rudolf Schlichter e John Heartfield, diede vita al gruppo dadaista tedesco, che prendeva ispirazione da quello di Zurigo, organizzando nel 1920 a Berlino la Prima fiera internazionale dada. In questo periodo Dix iniziò a produrre i dipinti che rappresentano gli ex combattenti orribilmente mutilati, le prostitute, i mendicanti. Dal punto di vista formale egli sperimentava l'intreccio di tecniche figurative diverse. Con questa scelta, Dix si proponeva di comunicare esplicitamente il suo rifiuto della tradizione.
Nel 1922 si trasferì a Düsseldorf e l'anno seguente aderì alla Neue Sachlichkeit. Nella locale accademia perfezionò il suo tipico stile: un realismo acuto, narrativo e morale, pieno di significati simbolici. Dix si mostrava estremamente critico nei confronti della società tedesca del tempo e le sue opere ne esprimevano gli aspetti più squallidi; tra questi, particolare enfasi è data al tema della guerra e alla conseguente emarginazione sociale dei reduci, temi sviluppati anche in ambito letterario da scrittori come Erich Maria Remarque.
Come modelli usava spesso immagini reali di soldati sfigurati, raffigurando corpi squartati e decomposti in trincee e in campi di battaglia, servendosi di un realismo crudo e tragicamente impietoso per lanciare un violento atto d'accusa antimilitarista. Nella Germania del tempo queste tele causavano un tale turbamento che venivano talvolta rimosse dai musei e dalle gallerie d'arte dove erano esposte. Esemplare in tal proposito il caso del dipinto La trincea: realizzato nel 1920 e ripetuto nel 1923, fu acquistato da un Museo di Colonia nel 1923, ma venne restituito dal Direttore nel 1925 a seguito del giudizio scandalizzato dei critici. I nazisti nel 1937 la definirono "degenerata" con l'indicazione "Sabotaggio alla difesa dipinto dal pittore Otto Dix"; il quadro finirà per scomparire, probabilmente bruciato.
Nel 1925 Dix partecipò alla mostra della Nuova oggettività a Mannheim e nel 1927, dopo due anni di soggiorno a Berlino, fu chiamato a insegnare all'Accademia di Dresda.

### L'emarginazione durante il nazismo
Nel 1933, con la presa del potere da parte di Adolf Hitler, Dix fu considerato un artista degenerato, perse l'incarico di professore all'Accademia di Dresda e gli venne proibito di esporre le proprie opere, alcune delle quali furono esibite nell'esposizione nazista d'arte degenerata e furono poi bruciate. Fu costretto a trasferirsi ad Hemmenhofen, sul lago di Costanza, e a dedicarsi esclusivamente alla pittura di paesaggio e soggetti religiosi, evitando i temi sociali.
Nonostante fosse veterano pluridecorato della prima guerra mondiale «i suoi  terribili disegni di feriti e di invalidi, ridotti a tronconi, quasi grotteschi, restano tra le sue cose più significative». «La realtà era quella denunziata aspramente  dai coraggiosi sprezzanti disegni (1918 - 1924)» che realizzò. I nazisti gli tolsero la cattedra dell'Accademia di Dresda dove aveva insegnato «dal 1927 al 1933, (...) gli proibirono di lavorare appena impadronitisi del potere, distrussero numerose sue tele ed opere grafiche e nel 1939 lo arrestarono» con l'accusa di aver attentato alla vita del Führer.
Catturato dalle truppe francesi nel 1945, dopo che era stato mandato al fronte, fu rilasciato nel 1946. Nel dopoguerra si stabilì nella Repubblica Democratica Tedesca e riprese l'attività artistica realizzando soprattutto allegorie religiose e scene di sofferenze legate alla guerra.

### La morte
Otto Dix morì a Singen, in Germania, il 25 luglio 1969. Dal matrimonio con Marta ebbe una figlia - Nelly (1923-1955) -  e due figli: Ursus (1927-2002) e Jan (1928-2019, orafo e musicista).

## Dipinti (elenco parziale)
- Desiderio (Autoritratto), 1918-1919, Gemäldegalerie Neue Meister, Dresda[17]
- Il marinaio Fritz Müller da Pieschen, 1919, GAM, Torino[18]
- Il venditore di fiammiferi I, 1920, Nationalgalerie, Berlino
- Invalidi di guerra giocano a carte, 1920, Nationalgalerie, Berlino[19]
- Pragerstrasse, 1920, Staatsgalerie, Stoccarda
- Ritratto della giornalista Sylvia von Harden, 1926, Centre Pompidou, Parigi
- Trittico della guerra, 1929-1932, Gemäldegalerie Neue Meister, Dresda[20]
- I sette peccati capitali, 1933, Staatliche Kunsthalle, Karlsruhe[21]
- Fiandre dopo il fuoco, 1934-1936, Nationalgalerie, Berlino[22]
- Il carro del raccolto, 1941, Casa d'Aste Dorotheum, Vienna (in 2013)[23]

## Grafica
- La guerra, 50 acqueforti, 1924
  - (no. 12) La guerra durante un attacco di gas

## Otto Dix nei musei
- Galleria civica d'arte moderna e contemporanea GAM di Torino